# Magdalenenstraße 15 (Darmstadt)
Das Haus Magdalenenstraße 15 ist ein Bauwerk in Darmstadt.

## Geschichte und Beschreibung
Das Haus Magdalenenstraße 15 wurde um das Jahr 1600 erbaut.
Stilistisch gehört das Gebäude zur Renaissance.
Das Haus entstammt der ersten Bauphase der Alten Vorstadt.
Bei dem Gebäude handelt es sich um den noch ursprünglich erhaltenen zweiachsigen Haustyp mit einem schlichten Renaissance-Giebel und einer seitlichen nicht überbauten Toreinfahrt.
Im Jahre 1985 wurde das Haus restauriert.
Die Seitenwände wurden als Sichtfachwerk aufgebaut.
Die Fassade ist verputzt.

## Denkmalschutz
Das Haus Magdalenenstraße 15 ist ein typisches Beispiel für den Renaissancebaustil in Darmstadt.
Aus architektonischen und stadtgeschichtlichen Gründen gilt das Gebäude als Kulturdenkmal.